# Furacão Bud (2012)
O furacão Bud foi um raro grande furacão de maio que contornou áreas da costa mexicana ocidental. O segundo ciclone tropical e com nome de tempestade da temporada de furacões no Pacífico de 2012, em 20 de maio Bud desenvolveu-se lentamente em uma depressão tropical de uma área de baixa pressão, bem centrada ao sul do México. Ele moveu-se geralmente para oeste-noroeste e no dia seguinte, fortaleceu-se em Tempestade tropical Bud. Depois disso, a intensificação adicional foi lenta. No final de 23 de maio, Bud atingiu ventos de 105 km/h (65 mph). No dia seguinte, entretanto, o rápido aprofundamento começou, com a tempestade se tornando um furacão naquele dia. Bud atingiu o pico de 185 km/h (115 mph) furacão de Categoria 3 em 25 de maio. Várias horas depois de atingir essa intensidade, a tempestade começou a enfraquecer rapidamente ao se aproximar do oeste do México. Bud continuou a enfraquecer, eventualmente se dissipando no dia seguinte.
Devido ao rápido enfraquecimento do furacão Bud na costa do México, os efeitos foram mínimos. No entanto, o furacão ainda produziu fortes chuvas e ondas de até 6 ft (1.8 m) em Melaque. Danos na praia resultaram do mar agitado. Fortes rajadas também arrancaram árvores ao longo da costa e as chuvas destruíram algumas estradas. Nenhuma morte foi associada aos impactos do furacão.

## História meteorológica
O precursor do furacão Bud saiu da costa oeste da África em 5 de maio como uma onda tropical. A onda se intensificou lentamente conforme se movia em direção ao oeste como uma área de tempestades, produzindo chuvas nas ilhas de Barlavento. Em 12 de maio, um sistema de baixa pressão formado a partir da onda tropical ao sul do leste do Panamá. Em condições favoráveis, lentamente começou a se organizar enquanto a leste da tempestade tropical Aletta, e após uma explosão na convecção em 15 de maio, o Centro Nacional de Furacões começou a monitorar o sistema. No início de 18 de maio, o sistema tornou-se quase estacionário enquanto estava próximo à costa do México. Depois que o vento fez com que ele se tornasse menos organizado naquele dia, o sistema começou a mostrar sinais de desenvolvimento a partir de 19 de maio. Embora estivesse se reorganizando, o sistema inicialmente carecia de uma circulação de superfície bem definida. Em 20 de maio, o sistema começou a se organizar rapidamente enquanto seguia lentamente na direção oeste-noroeste. Mais tarde naquele dia, o National Hurricane Center observou que "as condições parecem favoráveis para uma depressão tropical se formar esta noite ou segunda-feira". Estima-se que a Depressão Tropical Dois-E se desenvolveu em 1800 UTC em 20 de maio, embora localizado a cerca de 845 km (525 mi) ao sul de Acapulco, Guerrero. Embora as imagens geoestacionárias e de microondas indicassem cisalhamento moderado do vento leste, o Centro Nacional de Furacões previu uma rápida intensificação em furacão.
À medida que a depressão acelerou ligeiramente para o oeste, a tempestade continuou a se organizar, eventualmente se intensificando na tempestade tropical Bud em 22 de maio, com ventos sustentados de 64 km/h (40 mph). Bud permaneceu nesta intensidade por um dia antes de se fortalecer, começando no início de 23 de maio, e atingiu ventos de 105 km/h (65 mph) durante a tarde. Na manhã de 24 de maio, a Bud continuou a rápida intensificação, atingindo ventos sustentados de 137 km/h (85 mph), e depois de 180 km/h (110 mph) pela tarde, com o sistema virando para o norte. Mais tarde, no mesmo dia, Bud virou para o nordeste e começou a se aproximar da costa do oeste do México. No final de 24 de maio, Bud intensificou-se ainda mais para um Furacão Principal de Categoria 3 e obteve um pico de intensidade de ventos de 185 km/h, com uma baixa pressão central mínima de 960 mbars. O furacão Bud foi capaz de manter a intensidade da Categoria 3 pelas próximas horas, mesmo quando as bandas de chuva externas começaram a se mover em terra no oeste do México. Bem cedo em 25 de maio, o furacão Bud enfraqueceu e se tornou um forte furacão de categoria 2.
O furacão Bud começou a enfraquecer rapidamente, enquanto se movia lentamente para a costa. A Bud perdeu rapidamente a maior parte da sua convecção, que foi cortada principalmente ao norte. Durante a tarde de 25 de maio, a Bud enfraqueceu e se tornou uma forte tempestade tropical, quando começou a atingir o oeste do México. Mais enfraquecimento se seguiu nas 24 horas seguintes, e Bud degenerou em uma baixa remanescente no início de 26 de maio. No final do dia 26 de maio, a baixa do furacão Bud se dissipou completamente.

## Preparações e impacto

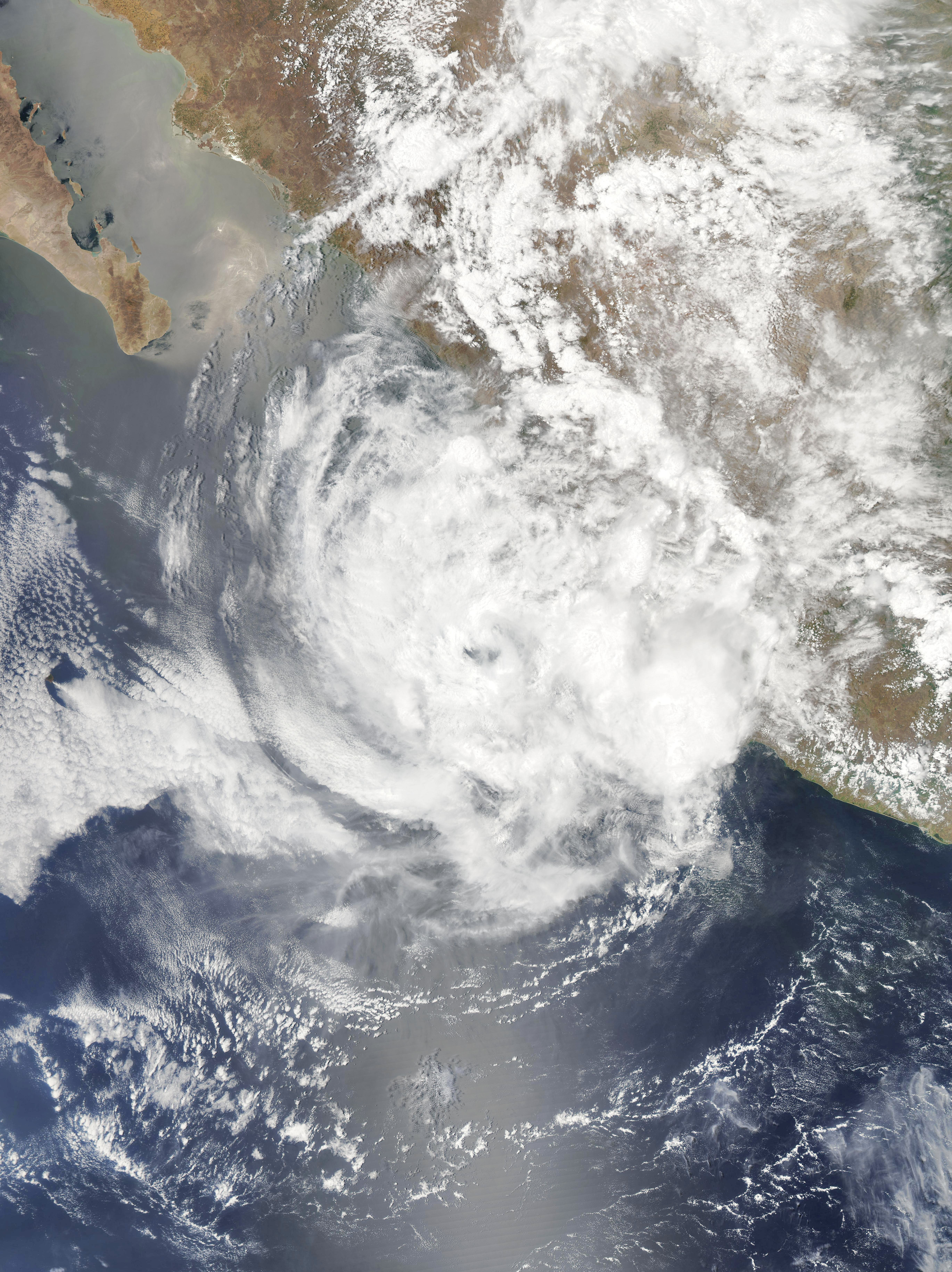
Furacão Bud se aproximando do oeste do México em 25 de maio

No início de 24 de maio, o Governo do México emitiu um alerta de tempestade tropical de Punta San Telmo a La Fortuna. Mais tarde naquele dia, o alerta foi substituído por um alerta e estendido para Cabo Corrientes, enquanto um alerta de furacão foi emitido para a mesma área. Por volta de 2100 UTC em 24 de maio, as partes existentes dos avisos entre Cabo Corrientes e Manzanillo foram atualizados para um aviso de furacão e outro alerta de tempestade tropical foi emitido para o norte, para San Blas. Em caso de evacuação, 11 escolas em Colima e Jalisco foram fechadas. O porto de Manzanillo fechou devido à ameaça de chuvas. As autoridades em Puerto Vallarta proibiram temporariamente a natação no oceano. Centenas de veículos pesados foram preparados em Jalisco para mover entulhos. As autoridades abriram um total de 898 abrigos em Guerrero e cerca de 200 abrigos em Colima.
Antes da rápida dissipação de Bud no mar, a tempestade produziu fortes chuvas e ondas de 6 ft (1.8 m) em Melaque, uma cidade no oeste de Jalisco. Para evitar o transbordamento, funcionários do governo abriram uma lagoa cheia em Melague. Rajadas de vento atingiram 55 mph (89 km/h) em Manzanillo, forte o suficiente para derrubar árvores. A tempestade destruiu estradas em Mazanillo, mas nenhum rio transbordou. Mais ao norte, houve danos moderados na praia. Geral. o dano de Bud foi mínimo.